# Condylostylus terciliatus
Condylostylus terciliatus är en tvåvingeart som beskrevs av Octave Parent 1928. Condylostylus terciliatus ingår i släktet Condylostylus och familjen styltflugor. Inga underarter finns listade i Catalogue of Life.